# دوري أمم الكونكاكاف 2022–23
كان دوري أمم الكونكاكاف 2022–23 هي النسخة الثانية من دوري الأمم الكونكاكاف، وهي مسابقة دولية لكرة القدم شارك فيها فرق الرجال الوطنية من 41 اتحادًا عضوًا في الكونكاكاف . بدأت مرحلة المجموعات من البطولة في 2 يونيو 2022، وتم لعب المرحلة النهائية، التي حسمت البطل، في الفترة من 15 إلى 18 يونيو 2023 في ملعب أليجيانت في بارادايس، نيفادا. كانت دوري الأمم بمثابة تصفيات كأس الكونكاكاف الذهبية 2023.
كانت الولايات المتحدة هي المدافعة عن اللقب واحتفظت بلقبها بنجاح بعد هزيمة كندا 2-0 في النهائي.